# 先藝
閔先藝（： Min Sun Ye，1989年8月12日—），藝名先藝（： Sun Ye），美國藝名為Sun，曾為韓國女子團體Wonder Girls第一任隊長，於2007年2月10日出道。2022年7月16日，發行首張個人專輯《Genuine》。

## 主要經歷
2007年2月10日，作為Wonder Girls隊長，以歌曲《Irony》正式出道，出道前接受了6年的訓練，實力備受肯定。
2015年7月20日JYP娛樂發表官方聲明，證實先藝已經和公司解約，並退出Wonder Girls。
2018年8月7日，正式簽約Polaris娛樂。
2021年12月10日，出演《媽媽是偶像》，組成女團「MAMADOL（마마돌）」，出道主打為《WooAh HIP(우아힙)》。
2022年2月18日，正式簽約Blockberry Creative。
2022年7月16日，發行首張個人專輯《Genuine》，主打為《Just A Dancer》。

## 個人生活
2012年11月27日，公佈隔年1月26日結婚，對象是在海地做義工時認識的加拿大韓裔傳教士男友James Park，屆時會暫停演藝活動，將主要精力投入到婚姻和家庭生活，閔先藝離團後移民到多倫多定居。
2013年4月初，在推特上突然宣佈懷孕喜訊。
2013年10月17日凌晨，閔先藝公佈於家中誕下女嬰Hailey Park，韓文音譯為朴恩宥。
2015年9月，宣佈二次懷孕，並於2016年4月22日在家中誕下次女Elisha Park，韓文音譯為朴夏真。
2018年9月21日，宣佈再度懷孕，並於2019年1月30日誕下三女Madison Park，韓文音譯為朴宥真。

## 音樂作品

### 迷你專輯
| 專輯 # | 專輯資料                                           | 曲目                                                                       |
| ------ | -------------------------------------------------- | -------------------------------------------------------------------------- |
| 1st    | 《Genuine》 - 發行日期：2022年7月16日 - 語言：韓語 | 曲目 1. Genuine 2. Just A Dancer 3. Glass Heart 4. Now I Fly 5. Best Thing |

### 原聲帶
- 2007年：KBS2《漢城別曲-正》－〈日月之歌〉
- 2011年：KBS2《Dream High》－〈Maybe〉
- 2012年：KBS《烏拉拉夫婦 OST Part.1》－〈回到我身邊〉
- 2012年：MBC《神的晚餐 OST Part.3》－〈愛的聲音〉

### 合作單曲
- 2020年: 《#S2: Sound of HEART》－〈First Page （页面存档备份，存于）〉（與趙權）

## 綜藝節目
- 2017年：JTBC《異鄉人》[14]
- 2021年：tvN《媽媽是偶像》
- 2022年：tvN《驚人的星期六》3月5日 Ep202

## 外部連結
- 先藝的Instagram帳戶
- 先藝的X（前Twitter）
- 先藝的新浪微博